# Steamburg
Steamburg es un área no incorporada (o conocidas como aldea) ubicada en el condado de Cattaraugus en el estado estadounidense de Nueva York. Steamburg se encuentra ubicada dentro del pueblo de Coldspring.

## Geografía
Steamburg se encuentra ubicada en las coordenadas 42°06′29″N 78°54′15″O / 42.10806, -78.90417.